# Максим Антиохијски
Максим Антиохијски је био епископ Антиохије између 182. године (или 188. године) до 191. године. Сматра се осмим патријархом Антиохије, будући да је наследник Теофила и претходник Серапиона. 
Према светом Јерониму Стридонском у Де Вирис Илустрибус („О славним људима“), Максим је писао о пореклу зла и стварању материје.